# Крадіжка (фільм, 1982)
«Крадіжка» (рос. «Кража») — російський радянський художній фільм 1982 року режисера Леоніда Пчолкіна за однойменною п'єсою Джека Лондона.

## Сюжет
Крадіжка важливих документів і скандал у благородному сімействі: дочка зраджує підлого батька заради чесного коханого.

## У ролях
- Анастасія Вертинська
- Інокентій Смоктуновський
- Юозас Будрайтіс
- Олег Борисов
- Юріс Камінскіс
- Ніна Ольхіна
- Олена Сотникова
- Михайло Данилов
- Валерій Матвєєв
- Тетяна Погоржельський
- Сергій Чонішвілі
- Хелга Данцберга

## Творча група
- Сценарій: Е. Маркін
- Режисер: Леонід Пчолкін
- Оператор: Юрій Схиртладзе, Валентин Халтурин
- Композитор: Ісаак Шварц